# Vaison-la-Romaine
Vaison-la-Romaine is een Franse gemeente in het departement Vaucluse. De stad had op 1 januari 2011 6163 inwoners.
Vaison-la-Romaine, zoals de toevoeging aan haar naam aangeeft, heeft een rijk Romeins verleden. De plaats heette in de Gallo-Romeinse periode Vasio Vocontiorum: Vasio van de stam Vocontii.
De stad heeft twee kathedralen: de Notre-Dame-de-Nazareth in de benedenstad en de Sainte-Marie-de-l’Assomption in de bovenstad. Beide voormalige kathedralen behoorden destijds tot het bisdom Vaison. Het bisdom Vaison is sinds 1801 deel van het aartsbisdom Avignon.

## Ligging
De stad is gelegen in het noordelijke deel van het departement, ten zuiden van de Enclave des papes. Het ligt ongeveer 27 km van Orange, 50 km van Avignon, 10 km van Dentelles de Montmirail en 10 km van de voet van de Mont Ventoux. Het gebergte Dentelles de Montmirail ligt ten zuiden van de stad en is een aantrekkelijk klim- en wielrengebied.
De onderstaande kaart toont de ligging van Vaison-la-Romaine met de belangrijkste infrastructuur en aangrenzende gemeenten.

## Geschiedenis
Tijdens de ijzertijd was de plaats al bewoond. Sporen van bewoning en verdedigingswerken uit de 7e tot de 5e eeuw v.Chr. zijn gevonden op de linkeroever van de Ouvèze. De Ligurische en later Celto-Ligurische bevolking werd verdreven door de Gallische stam van de Vocontii in de 4e eeuw v.Chr. Zij bouwden er een oppidum en maakten van Vasio hun hoofdstad. Sporen van dit oppidum zijn niet teruggevonden omdat dit waarschijnlijk bevond op de plaats van het huidige stadscentrum, op de heuvel van het kasteel (colline du château).
Na de Romeinse verovering werd Vasio een gefedereerde stad en geen kolonie, en behield dus een zekere autonomie. De stad breidde zich uit over de rechteroever van de Ouvèze. Aanvankelijk gebeurde dit op organische wijze vanuit al bestaande hoeven en pas vanaf de tweede helft van de eerste eeuw zijn er sporen van Romeinse stadsplanning. Dan kwamen er Romeinse wegen en openbare gebouwen: een theater, thermen, een brug, een aquaduct en een waterkasteel (castellum aquae). De stad kende haar hoogtepunt in de 2e eeuw toen ze zich uitstrekte over 70 tot 75 ha en tussen 7.000 en 8.000 inwoners telde. De stad werd niet ommuurd en had necropolissen aan de stadsranden.
Al in de 4e eeuw werd Vaison een bisschopsstad. Na de val van het Romeinse Rijk bleef Vaison een belangrijk religieus centrum. Er vonden concilies plaats in 442 en in 529. De middeleeuwse stad ontwikkelde zich rond de hoger gelegen kathedraal en bisschoppelijk paleis. De graven van Toulouse bouwden een kasteel in de Vaison. Die burcht werd later pauselijk bezit.
Pas vanaf de 17e eeuw en in grotere mate vanaf de 19e eeuw kwam er terug bebouwing in de vlakte.

### Archeologie
Het stadje heeft vele Romeinse overblijfselen, zoals een antiek Romeins theater en een Romeinse brug.
Al in de 15e eeuw was er op beperkte schaal archeologisch onderzoek. Bisschop de Suarès beschreef in de 17e eeuw de Romeinse overblijfselen van Vaison, waaronder Latijnse opschriften waarvan er sindsdien verschillende verloren zijn gegaan. Vanaf 1837 vonden er systematische opgravingen plaats. Er werd onder andere een Romeinse kopie van de Diadeemdrager van  Polykleitos opgegraven, die in het bezit kwam van het British Museum.
De belangrijkste opgravingen vonden plaats tussen 1907 en 1955 onder leiding van priester en archeoloog Joseph Sautel. Hij legde 15 ha. van de antieke stad bloot en zette zich in voor de conservering van de site en restauratie van monumenten. Hij vond in het theater beelden van verschillende Romeinse keizers (Claudius, Domitianus, Hadrianus). Het theater werd sterk gerestaureerd onder leiding van J. Formigé. Van het forum zijn nog geen sporen gevonden omdat dit zich waarschijnlijk onder de moderne stad bevindt.
Het Archeologisch Museum Théo Desplans op de Puyminheuvel is een populaire toeristische bestemming met ongeveer 60.000 bezoekers per jaar.

## Galerij

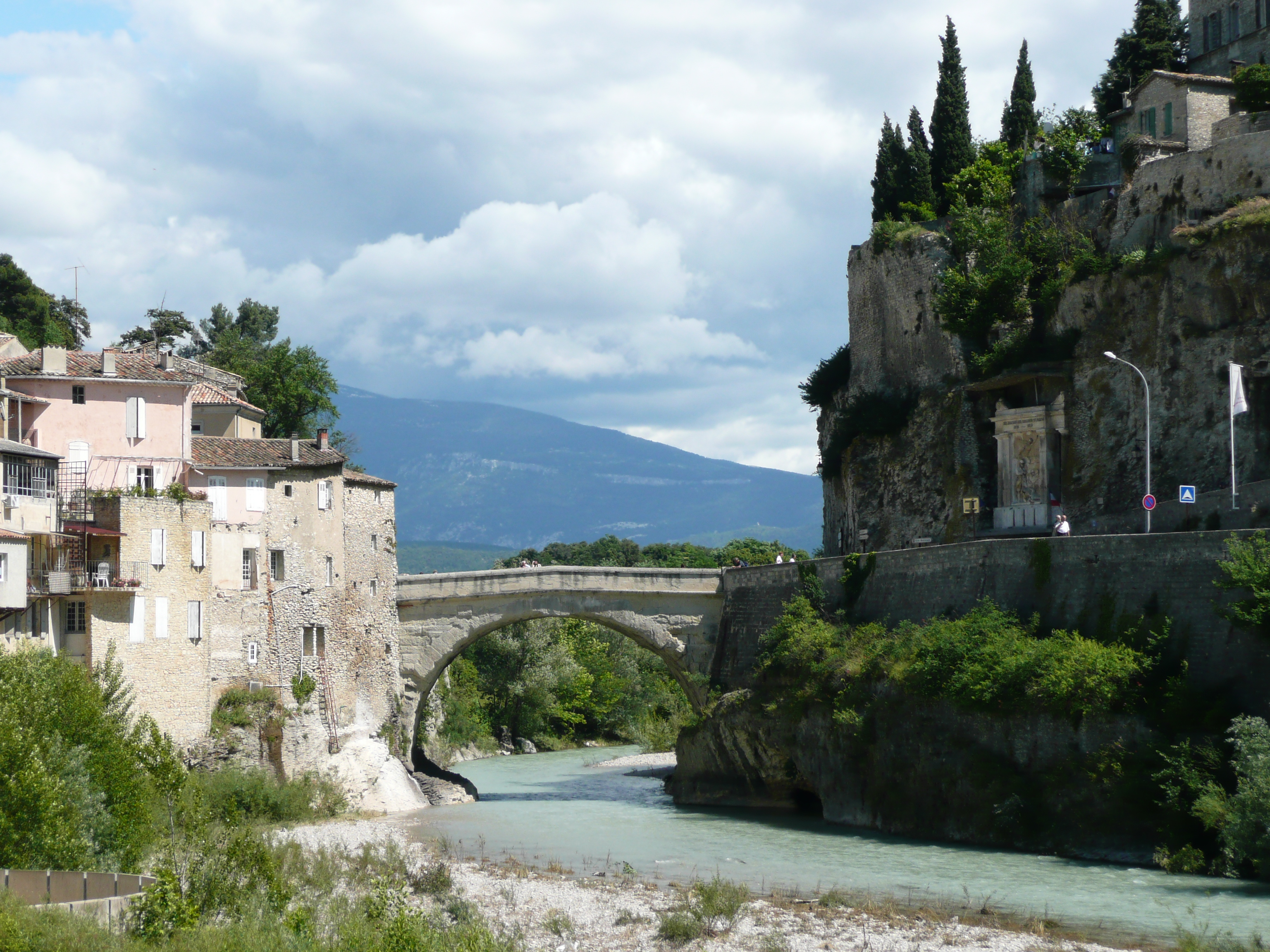
Romeinse brug en de Ouvèze
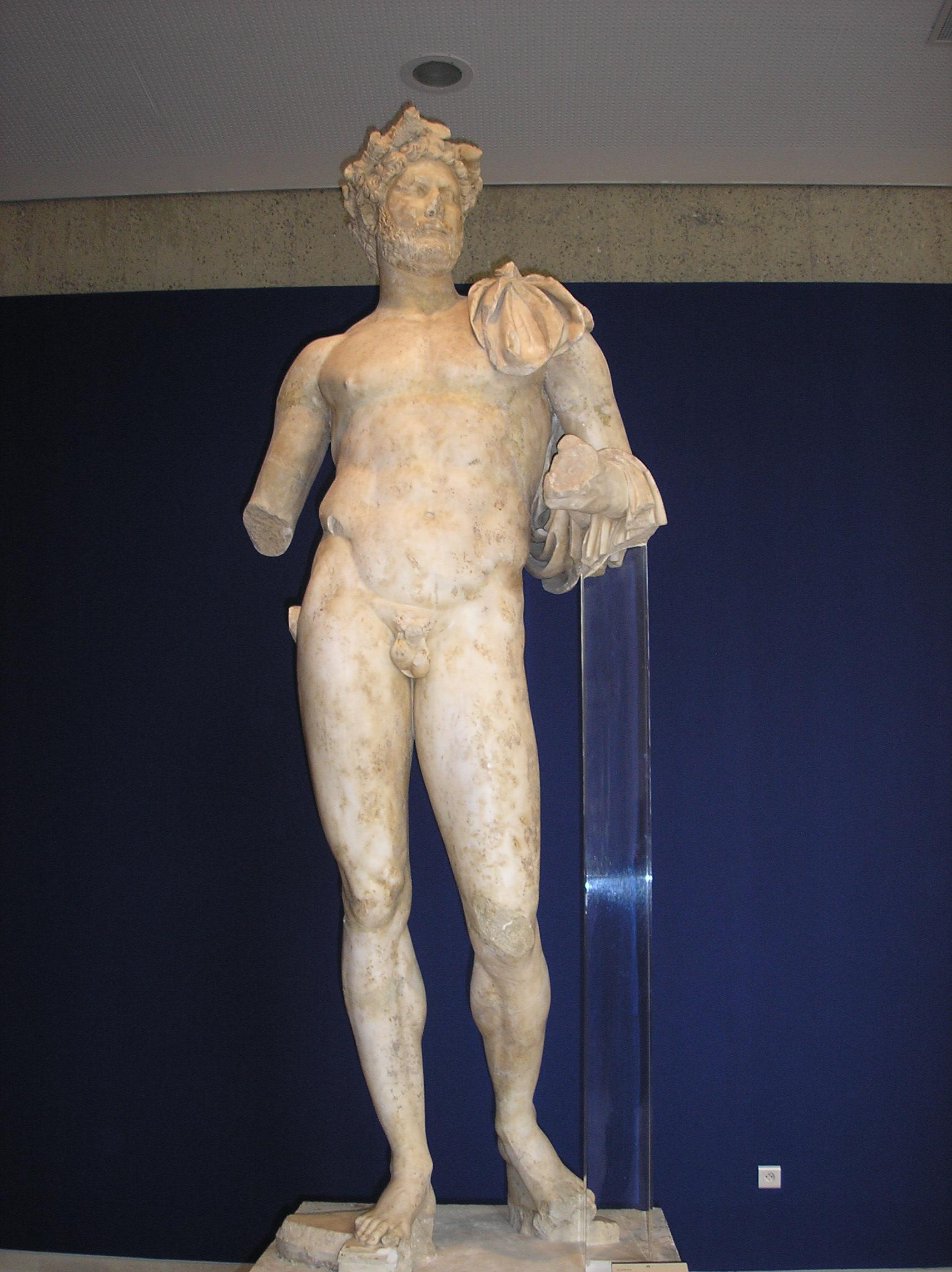
Keizer Hadrianus in Vaison
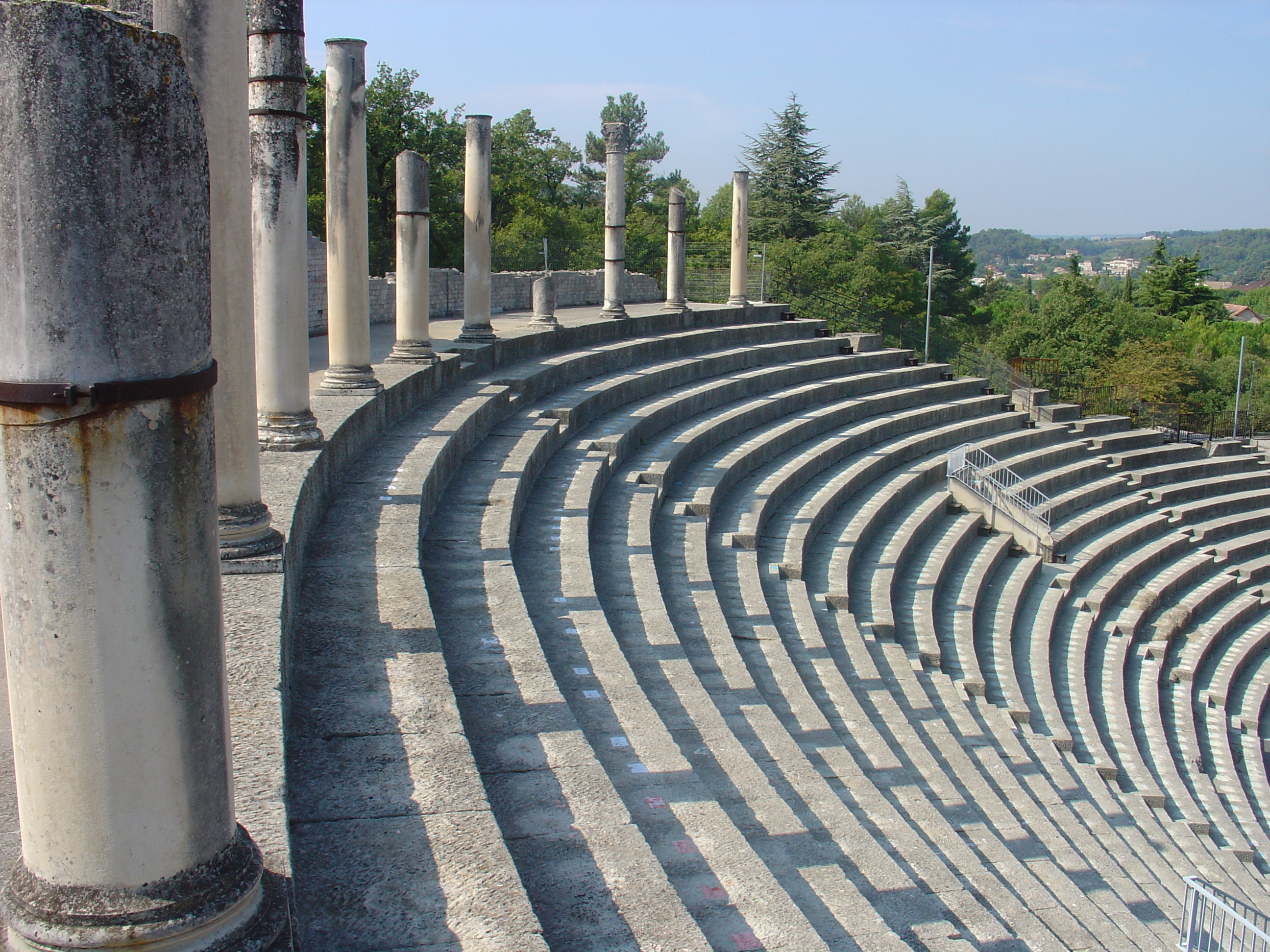
Romeins theater van Vaison-la-Romaine
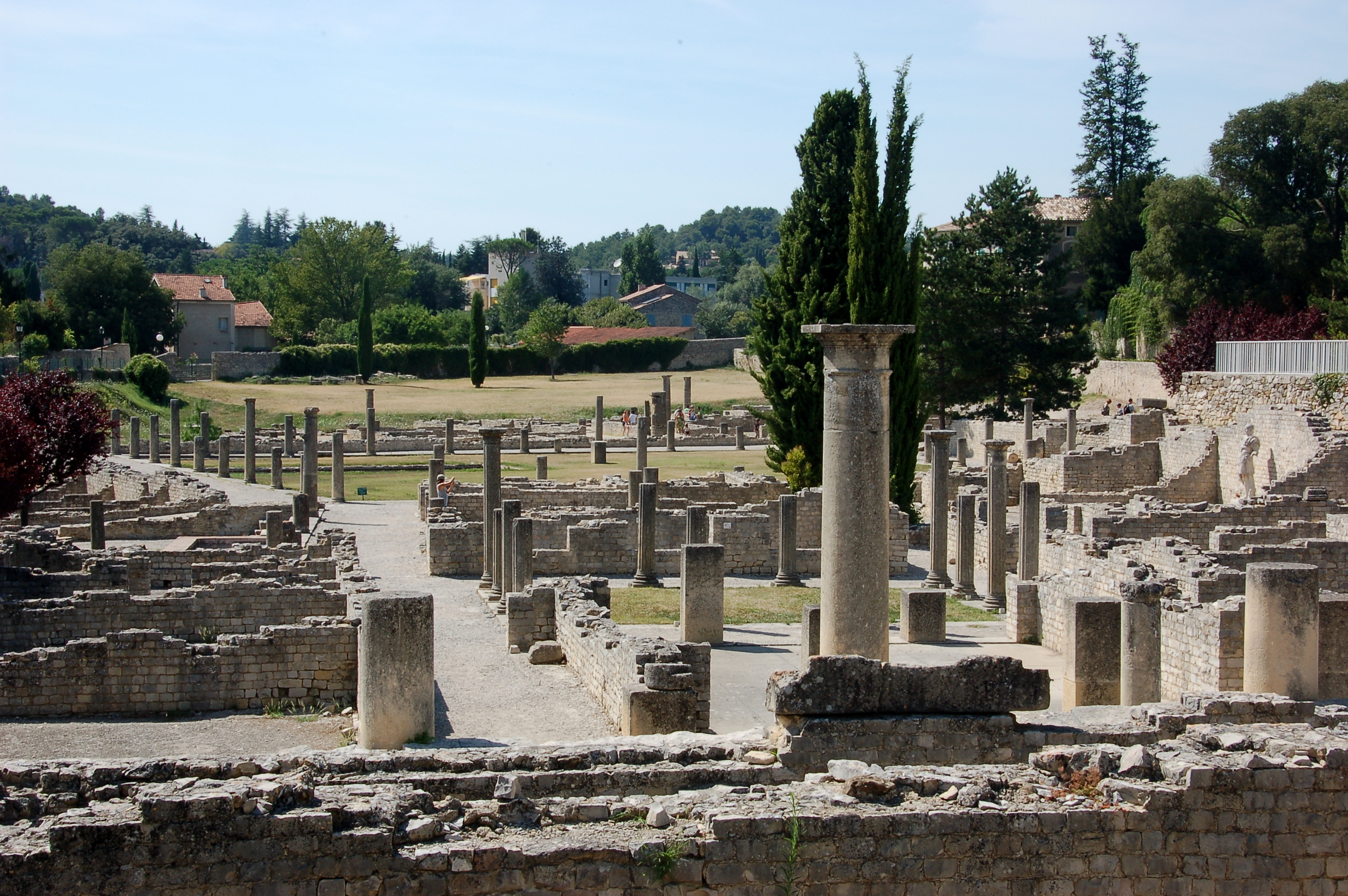
Ruïnes van een Romeinse villa
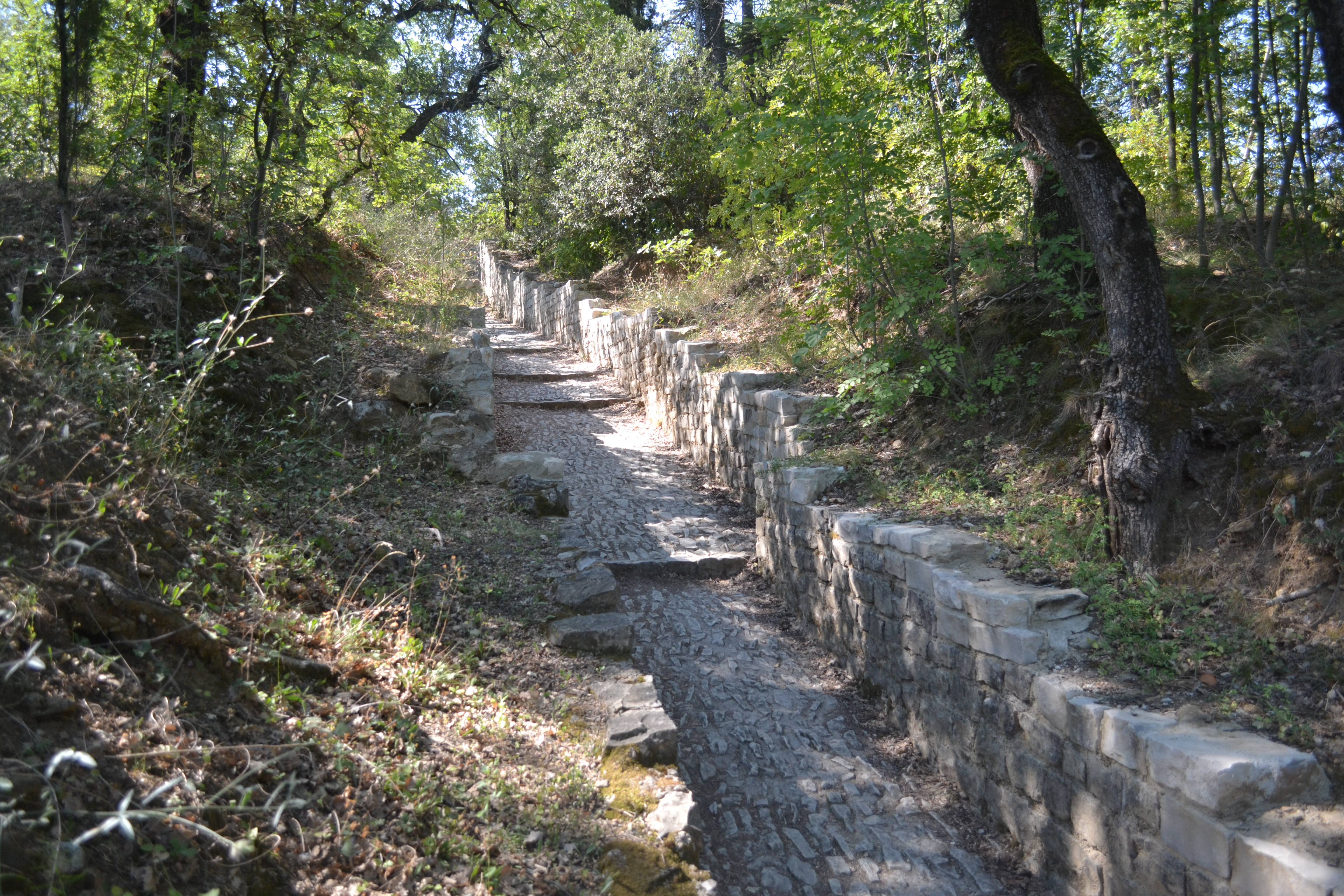
Romeinse watervoorziening

## Rivier
Het riviertje de Ouvèze stroomt door de gemeente en scheidt de hoge stad (13e eeuw) van de moderne stad. Een van de bruggen over de rivier is de beroemde Romeinse brug die nog steeds in gebruik is. De brug heeft in het verleden een strategisch en belangrijke rol gespeeld. Tijdens de WO II werd de brug zwaar beschadigd door Duitse bombardementen. De brug werd in de oorspronkelijke staat hersteld.

### Overstroming
Op 22 september 1992 vielen er nabij de Romeinse brug als gevolg van een vloedgolf 37 doden. Na weken van droogte veranderde een stortbui de zo goed als droogstaande Ouvèze op slag tot een kolkende, woeste stroom. In 4 uur tijd viel er op verschillende locaties grote hoeveelheden neerslag (tussen de 143mm en 300mm). De eeuwenoude brug bleef nagenoeg ongedeerd. De materiële schade bedroeg 500 miljoen frank (iets meer dan 76 miljoen euro).

## Demografie
Onderstaande figuur toont het verloop van het inwonertal (bron: INSEE-tellingen).